# チャールズ・バックマン
チャールズ・ウィリアム・バックマン（Charles William Bachman、1924年12月11日 - 2017年7月13日）は、アメリカ合衆国の計算機科学者で、その経歴のほとんどを学界ではなく産業界の研究者として過ごした。データベースの分野で知られる。

## 経歴
1924年、カンザス州マンハッタンで生まれる。父のチャーリー・バックマンはカンザス州立大学のフットボールのコーチだった。ミシガン州イーストランシングの高校に入学。
第二次世界大戦ではアメリカ陸軍に入隊し、1944年3月から1946年2月まで南西太平洋の対空砲隊で働き、ニューギニア、オーストラリア、フィリピンなどで戦った。ここで90mm砲の火器管制コンピュータに初めて出会った。
退役後の1946年にミシガン州立大学に入学し、1948年に機械工学の学士号を得て卒業。ペンシルベニア大学に進学した。1950年、機械工学の修士号を得て卒業。同時にウォートン・スクールのMBAに必要な単位の4分の3を取得した。
1950年、ミシガン州ミッドランドのダウ・ケミカルで働き始めた。10年後の1960年、ゼネラル・エレクトリックに移り、Integrated Data Store (IDS) を開発。1983年、Bachman Information Systems を創業し Computer Aided Software Engineering (CASE) 製品を開発した。
1973年、「データベース技術への多大な貢献に対して」チューリング賞を受賞した。英国コンピュータ学会は1977年、彼のデータベースに関する業績を讃えて特別フェローに選出した。
2017年7月13日、マサチューセッツ州レキシントンの自宅にてパーキンソン病により死去。92歳。

## 業績

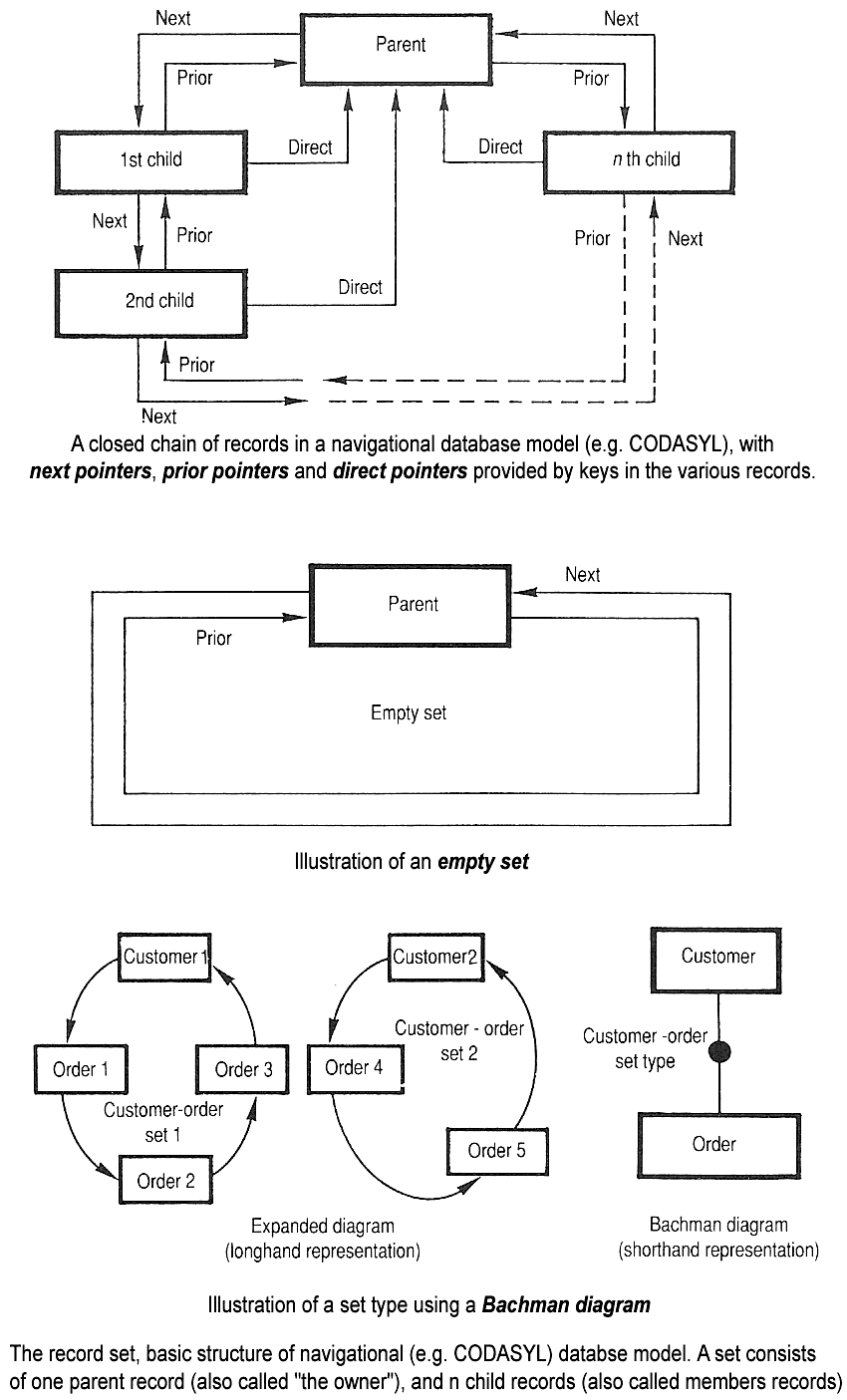
ナビゲーショナルなCODASYLデータベースモデルの基本構造

バックマンは学界ではなく実際のソフトウェア開発現場でほとんどの期間を過ごした。1950年にダウ・ケミカルで働きはじめ、1960年にゼネラル・エレクトリックに移るまでにデータ処理マネージャとなっていた。ゼネラル・エレクトリックでは初期のデータベース管理システムの1つである Integrated Data Store (IDS) を開発した。ウェアーハウザーと共同で、IDSデータベースへのマルチプログラミング・アクセス機能も開発。後にGEでタイムシェアリングシステム上でのデータベースアクセス機能を備えたBASIC言語 dataBasic も開発した。その後、Cullinane Information Systems （後にCullinetと改称）に移り、IDSを改良したIDMSを開発した（IBMのメインフレームで動作する）。

### Bachman Information Systems
1983年、彼は Bachman Information Systems を創業し、CASE製品のシリーズを開発する。その中心となる製品BACHMAN/Data Analyst はバックマン線図と呼ばれる図を使ってデータ構造をグラフィカルに作成したり保守したりできるものである。これはIBMのReengineering Cycle マーケティングプログラムに採用された。それは、以下のようなものである。
1. 古いメインフレームのデータベースのリバースエンジニアリングを行う
2. データをモデル化する
3. 新たなデータベースにそのデータモデルを移植する
4. そのデータベースの最適化を行う

### バックマン論文集
1951年から2007年までを網羅したバックマン論文集が、ミネソタ大学のチャールズ・バベッジ研究所にある。ダウ・ケミカルでの論文 (1951–1960)、ゼネラル・エレクトリックでの論文 (1960–1970)、ハネウェル・インフォメーション・システムでの論文 (1970–1981)、Cullinane Database Systems/Cullinet での論文 (1972–1986)、Bachman Information Systems, Inc. での論文 (1982–1996)、いくつかの専門団体での論文がある。

## 著作
バックマンは数十の著作や論文を発表しており、以下はその一部である。
- 1962. "Precedence Diagrams: The Key to Production Planning, Scheduling and Control." In: ProCo Features. Supplement No 24, August 24. .
- 1965. "Integrated Data Store." in: DPMA Quarterly, January 1965.
- 1969. "Software for Random Access Processing." in: Datamation April 1965.
- 1969. "Data Structure Diagrams." in: DataBase: A Quarterly Newsletter of SIGBDP. vol. 1, no. 2, Summer 1969.
- 1972. "Architecture Definition Technique: Its Objectives, Theory, Process, Facilities, and Practice." co-authored with J. Bouvard. in: Data Description, Access and Control: Proceedings of the 1972 ACM-SIGFIDET Workshop, November 29-December 1, 1972.
- 1972. "The Evolution of Storage Structures." In: Communications of the ACM vol. 15, no. 7, July 1972.
- 1972-73. "Set Concept for Data Structure." In: Encyclopedia of Computer Science, 1972-1973.
- 1973. "The Programmer as Navigator." 1973 ACM Turing Award lecture. In: Communications of the ACM vol. 16, no. 11, November 1973. (pdf)
- 1974. "Implementation Techniques for Data Structure Sets." In: Data Base Management Systems, 1974.
- 1977. "Why Restrict the Modeling Capability of Codasyl Data Structure Sets?" In: National Computer Conference vol. 46, 1977.
- 1978. "Commentary on the CODASYL Systems Committee's Interim Report on Distributed Database Technology." National Computer Conference vol. 47, 1978.
- 1978. "DDP Will Be Infinitely Affected, So Managers Beware!" in: DM, March 1978.
- 1980. "The Impact of Structured Data Throughout Computer-Based Information Systems." In: Information Processing 80, 1980.
- 1980. "The Role Data Model Approach to Data Structures." In; International Conference on Data Bases, March 24, 1980.
- 1982. "Toward a More Complete Reference Model of Computer-Based Information Systems." Co-authored with Ronald G. Ross. In: Computers and Standards 1, 1982.
- 1983. "The Structuring Capabilities of the Molecular Data Model." In; Entity-Relationship Approach to Software Engineering. C. G. Davis, S. Jajodia, and R. T. Yeh. eds. June 1983.
- 1987. "A Case for Adaptable Programming." In: Logic vol. 2, no. 1, Spring 1987.
- 1989. "A Personal Chronicle: Creating Better Information Systems, with Some Guiding Principles." In: IEEE Transactions on Knowledge and Data Engineering vol. 1, no. 1, March 1989.